# Grzegorz Krychowiak
Grzegorz Krychowiak (* 29. Januar 1990 in Gryfice) ist ein polnischer Fußballspieler, der im defensiven Mittelfeld spielt und derzeit leihweise bei al-Shabab in Saudi-Arabien unter Vertrag steht.

## Karriere

### Im Verein
Krychowiak spielte als Jugendlicher für Orzeł Mrzeżyno, Żaki 94 Kołobrzeg, Stal Szczecin und Arka Gdynia. Der damals 16-Jährige wechselte im Sommer 2006 zur Nachwuchsmannschaft von Girondins Bordeaux. Dort spielte er insgesamt vier Jahre, in denen er auch in der B-Mannschaft eingesetzt wurde.
Ende November 2009 verlieh man ihn zum damaligen französischen Drittligisten Stade Reims. Zur Winterpause erkämpfte sich Krychowiak einen Stammplatz im Profikader. Er spielte anschließend zwei Jahre in der Ligue 2, in der er insgesamt 35-mal auflief und zwei Tore erzielte. Da man Krychowiak ohne Kaufoption verliehen hatte, kehrte er zur Saison 2011/12 zu Girondins Bordeaux zurück.
Am 17. September 2011 gab er sein Debüt für Girondins Bordeaux in der Ligue 1. Im November 2011 verlieh der Verein ihn an den FC Nantes, der zu dem Zeitpunkt in der Ligue 2 spielte. Auch dort wurde er Stammspieler; er bestritt 21 Punktspiele, erzielte aber kein Tor. Zur Saison 2012/13 wechselte er endgültig zu Stade Reims, das gerade in die erste Liga aufgestiegen war. Sein erstes Tor für Stade erzielte er im Spiel am 25. August 2012 gegen den FC Sochaux zum entscheidenden 1:0. In zwei Spielzeiten brachte er es auf 70 Ligaspiele für Stade Reims, in denen er acht Tore erzielte.
Zur Saison 2014/15 wechselte Krychowiak nach Spanien zum FC Sevilla. Sein erstes Pflichtspieltor erzielte er am 8. Februar 2015 gegen den FC Getafe. Mit den Spaniern gewann er zweimal in Folge die UEFA Europa League.
Zur Saison 2016/17 folgte Krychowiak seinem Trainer Unai Emery in die Ligue 1 zu Paris Saint-Germain. Er erhielt beim französischen Meister einen bis zum 30. Juni 2021 datierten Fünfjahresvertrag. Dort kam er jedoch nur zu 11 Ligaeinsätzen (7-mal von Beginn).
Nachdem er in seiner ersten Saison meist nur Reservist war und zum Beginn der Saison 2017/18 von Trainer Unai Emery nicht mehr berücksichtigt worden war, wechselte Krychowiak Ende August 2018 bis zum Saisonende auf Leihbasis in die Premier League zu West Bromwich Albion. Dort kam er auf 27 Premier-League-Einsätze (20-mal von Beginn).
Zur Saison 2018/19 wechselte Krychowiak für ein Jahr auf Leihbasis zum russischen Erstligisten Lokomotive Moskau. Dort kam er auf 27 Ligaeinsätze stets in der Startelf, in denen er 2 Tore erzielte. Zur Saison 2019/20 erwarb Lokomotive Moskau schließlich die Transferrechte an Krychowiak.
Am 1. August wurde vom FK Krasnodar die Verpflichtung von Krychowiak bestätigt. Als Ablöse sollen 2,5 Millionen Euro geflossen sein. Infolge des Russischen Überfalles auf die Ukraine verließ Krychowiak Russland im März 2022; dafür wurde er von Krasnodar freigestellt. Daraufhin sicherte sich der griechische Erstligist AEK Athen bis zum Saisonende leihweise seine Dienste. Ab dem Sommer 2022 wurde Krychowiak zu al-Shabab weiterverliehen.

### In der Nationalmannschaft
Grzegorz Krychowiak spielte für den polnischen Verband seit der U-20. Er kam insgesamt auf sechs Einsätze und erzielte 2007 ein Tor bei der U-20-Weltmeisterschaft gegen Brasilien.
Am 14. Dezember 2008 debütierte er mit 18 Jahren für Polen gegen Serbien, er wurde in der 47. Minute eingewechselt. In den folgenden Jahren spielte er aber weiter in den Juniorenmannschaften. Erst nach der Europameisterschaft 2012 holte ihn der damalige polnische Trainer Franciszek Smuda wieder ins A-Team. In der Weltmeisterschaftsqualifikation entwickelte er sich zur Stammkraft im defensiven Mittelfeld. In der Qualifikation für die Fußball-Europameisterschaft 2016 in Frankreich bestritt er alle 10 Spiele über die volle Spielzeit. Mit der Rückennummer 10 stand er im EM-Aufgebot Polens, er gehörte bei allen Spielen zur Stammformation und stand jeweils über die volle Spielzeit auf dem Platz. Im Achtelfinale gegen die Schweiz verwandelte er im abschließenden Elfmeterschießen den fünften und entscheidenden Elfmeter zum Weiterkommen. Im Viertelfinale verlor das Team dann das Elfmeterschießen gegen Portugal.
Bei der Weltmeisterschaft 2018 in Russland gehörte er zum polnischen Aufgebot. Er wurde in allen Gruppenspielen eingesetzt und erzielte eines von lediglich zwei Toren der polnischen Mannschaft. Er schied mit der Mannschaft nach der Gruppenphase aus.
Zur Fußball-Europameisterschaft 2021 wurde er in den polnischen Kader berufen, kam aber mit diesem nicht über die Gruppenphase hinaus.

## Erfolge
- UEFA Europa League: 2015, 2016
- Französischer Pokalsieger: 2017
- Französischer Superpokalsieger: 2016
- Französischer Ligapokalsieger: 2017
- Russischer Pokalsieger: 2019, 2021
- Russischer Superpokalsieger: 2019